# Eystur
Eystur es un municipio de las Islas Feroe, en la costa oriental de Eysturoy. Fue fundado el 1 de enero de 2009 con la fusión de los antiguos municipios de Leirvík y Gøta. 

## Demografía
En términos de población, Eystur es el cuarto municipio más grande de las Feroe, con 1.977 habitantes para 2011. Incluye 5 localidades, siendo la mayor Leirvík. La capital, sin embargo, es Norðragøta.
| Localidad  | Hab.  |
| ---------- | ----- |
| Gøtueiði   | 32    |
| Gøtugjógv  | 43    |
| Leirvík    | 876   |
| Norðragøta | 609   |
| Syðrugøta  | 417   |
| TOTAL      | 1.977 |

## Política
Eystur está gobernado por un concejo de 9 personas, electas por sufragio directo. Las primeras elecciones del municipio tuvieron lugar en 2008, antes de la fundación formal del mismo, y el nuevo gobierno tomó posesión el 1 de enero de 2009. Se presentaron cuatro listas diferentes, cada una de las cuales obtuvo votaciones similares. El alcalde de Eystur es Jóhan Christiansen, del partido República.